# TEDxAmsterdam
TEDxAmsterdam is een lokale editie van de Amerikaanse TED-conferenties die onder licentie georganiseerd wordt, voor het eerst in 2009. Tot 2016 was het alleen mogelijk op uitnodiging de conferentie te bezoeken, in 2017 is een deel van de kaarten vrij verkocht. Jim Stolze is oprichter van TEDxAmsterdam.

## 2009 – Breakthrough
Burgemeester Job Cohen van Amsterdam opende op 20 november 2009 de eerste editie van TEDxAmsterdam, met als thema "Breakthrough". Deze werd gehouden in Koninklijk Instituut voor de Tropen en gepresenteerd door Joris Luyendijk. Sprekers Christien Meindertsma, Marcel Dicke en Karsu Dönmez werden in 2011 bij TEDGlobal uitgenodigd te komen spreken.
Onder de sprekers bevonden zich verder:
- Robbert Dijkgraaf
- Merlijn Twaalfhoven
- Hans Aarsman
- Mabel van Oranje
- Frans Timmermans
- Wubbo Ockels
- Jacob Gelt Dekker
- Kevin Kelly
- Awraham Soetendorp
- Louise Vet

In 2009 waren Rik Mahieu, Fritz Rating en Robert Koch verantwoordelijk voor het maken van de promotievideo voor het evenement. Feller Media verzorgde een terugblik op de dag.
Dit was de eerste TEDx-conferentie waarbij alle sprekers live werden gemindmapped. Naast de video- en twitterstream konden (ook dove) mensen buiten de zaal de structuur van de presentaties in steekwoorden in een mindmap op het web volgen. Het programmaboek Breakthrough heeft in 2010 een gouden European Design Award gewonnen.

## 2010 – Science & Fiction

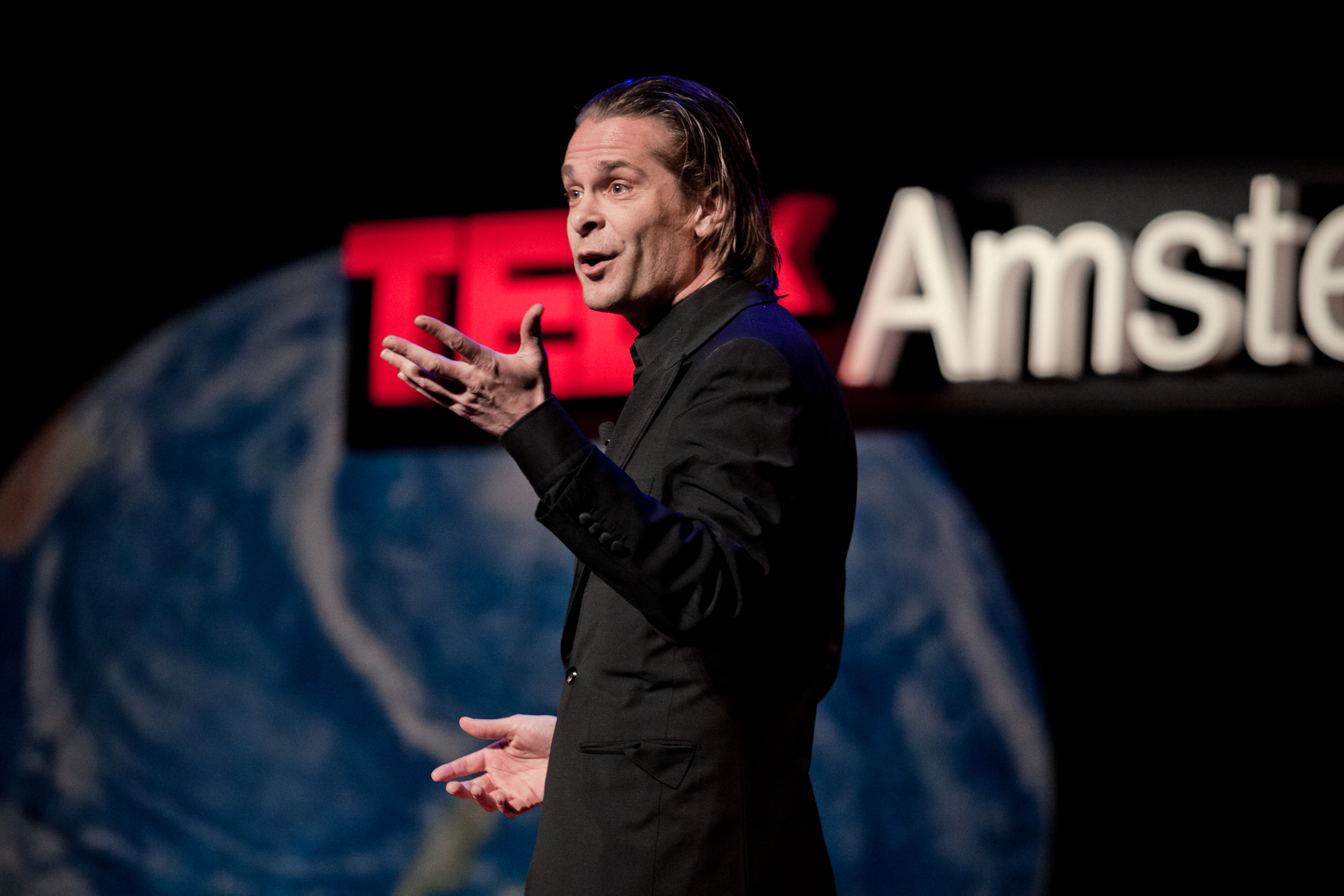
Hans Teeuwen

De tweede editie op 30 november 2010 werd gepresenteerd door Pep Rosenfeld van Boom Chicago. Deze werd in de Stadsschouwburg Amsterdam gehouden, maar was tegelijk op andere plaatsen te volgen, door simulcasts. Voor 700 bezoekers in het Tuschinski was het evenement ook in 3D te volgen.
Onder de sprekers bevonden zich:
- Gerardus 't Hooft
- Aubrey de Grey
- Sarah Darwin
- Peter van Lindonk
- Carolien Gehrels
- Rutger Hauer

Optredens werden verzorgd door Toeac, Claron McFadden, Nepco, Alban Wesly and the Calefax Quintet, Wim Hof en Arnout Hulskamp.
De promotievideo voor de tweede editie werd gemaakt door ontwerp- en animatiestudio +1. De avond werd afgesloten met een optreden van Hans Teeuwen, zijn eerste optreden weer in Nederland als cabaretier sinds 2005. Dit optreden werd niet over de diverse livestreams uitgezonden en was niet gebonden aan de voor TEDTalks gebruikelijke 18 minuten. Zijn optreden werd door Bart Koolen, die eerder op de dag zelf over de dovencultuur had verteld, in gebarentaal vertolkt.

## 2011 – Human Nature

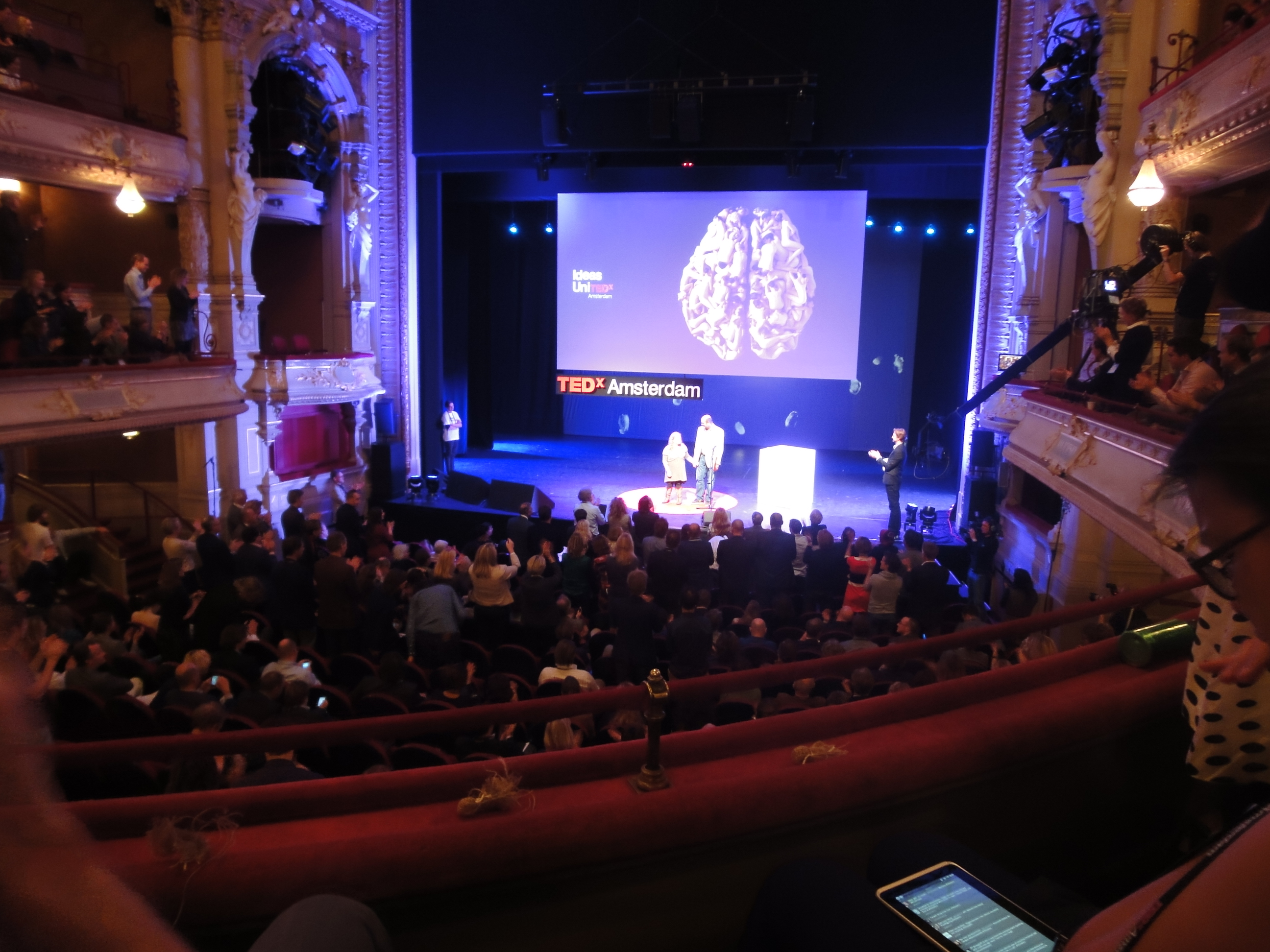
Pieter van de Rest en zijn dochter, met op het scherm Het Nationale Ballet

De derde editie werd gehouden op 25 november 2011, opnieuw in de Stadsschouwburg Amsterdam. Het thema was Human Nature. Het was voor zover bekend de eerste TEDx die volledig met duurzame ledverlichting werd belicht. De dag werd geopend door Het Nationale Ballet, die ook het logo van het jaar hadden gevormd.
Sprekers waren onder meer:
- Joris Luyendijk
- Barry Schwartz
- Wende Snijders
- Peter van Uhm
- Diederik Jekel
- Eveline Crone
- Pieter van de Rest
- Eric Vloeimans

## 2012 – Human Nature

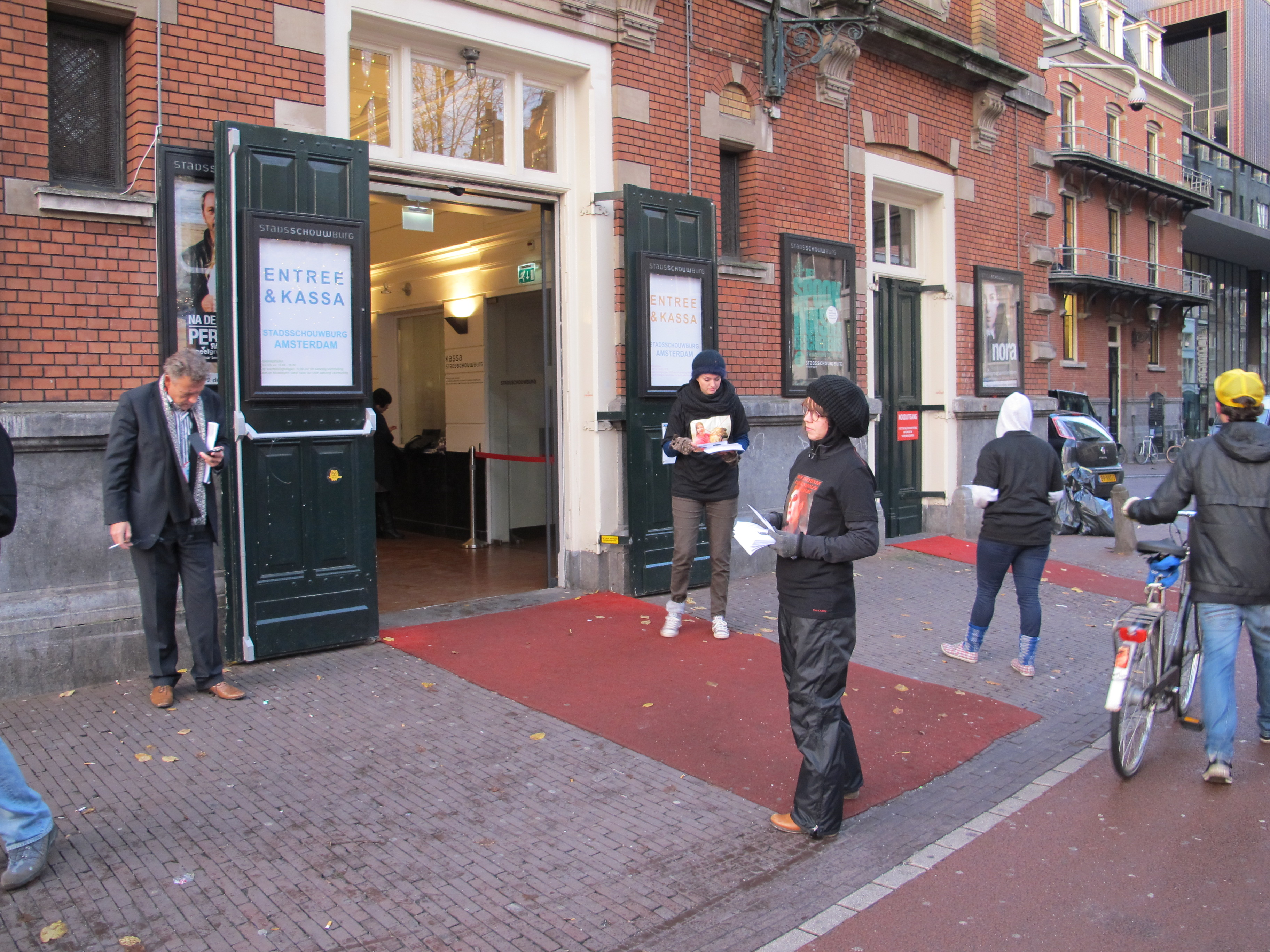
Protestactie tegen TINKEBELL

De vierde editie vond plaats in de Stadsschouwburg op 30 november 2012. Het thema van dit jaar was opnieuw Human Nature. Zo sprak Eus van Someren over een van de meest voorkomende kwalen: slapeloosheid.
Sprekers in 2012 waren onder meer:
- Katja Schuurman
- Paul J. Zak
- Marc de Hond
- Klaas ten Holt
- Daria van den Bercken
- Tinkebell
- Nice Nailantei Leng'ete
- Valentijn de Hingh
- René Gude

Verder verzorgde Hans Klok een optreden.
Het optreden van de omstreden artieste TINKEBELL had er in de ochtend toe geleid dat een kleine groep tegen haar aanwezigheid kwam protesteren voor de deur van de publieksingang van de Stadsschouwburg.
Later op de avond waren Jim Stolze, Katja Schuurman, René Gude, Leonard van Munster en Peter van Uhm bij Pauw en Witteman te gast om over TEDxAmsterdam te komen praten. Die laatste om te vertellen over wat voor een impact zijn speech van het vorige jaar had gehad.

## 2013 – Connected Consequences
Voor de vijfde editie koos TEDxAmsterdam voor een andere locatie: het Koninklijk Concertgebouw.
Onder de sprekers bevonden zich:
- Dadara
- Bart Remes
- Jimmy Nelson
- Eva Simons

Veel aandacht ging uit naar Heleen Mees omdat zij eerder in 2013 in New York was gearresteerd op verdenking van het stalken van Willem Buiter, hoofdeconoom bij Citigroup.

## 2014 – Somewhere in Time
De Stadsschouwburg is opnieuw de locatie voor het evenement na de uitwijk naar het Concertgebouw in 2013.
Sprekers waren:
- Michaela DePrince
- Henk Schiffmacher
- Duncan Stutterheim
- Neelie Kroes
- David Allen
- Kim Spierenburg
- Remy van Kesteren

Een in het oog springende bijdrage was een postume talk voor/door aidsonderzoeker Joep de Lange, gelezen door Kees Hulst. De Lange zou spreken tijdens TEDxAmsterdam, maar kwam om bij de ramp met de MH17.

## 2015 – Big Questions
Onder de sprekers bevonden zich in 2015:
- Prinses Margriet
- Romano Haynes
- Leo Kouwenhoven
- Ntjam Rosie
- Damiaan Denys
- Siyanda Mohutsiwa
- Maite Hontelé

Optredens werden onder andere verzorgd door Lucas de Man, Jacqueline Hamelink en PIPS:lab.

## 2016 – New Power
Onder de sprekers bevonden zich in 2016:
- Maxim Februari
- Raed El Saleh, hoofd van Syria Civil Defence
- Xiao Xiao Xu
- Khama Rogo
- Elliot Higgins

Yuri van Gelder verzorgde een optreden.

## 2017 – One Step Beyond
In 2017 was opnieuw de Stadsschouwburg Amsterdam plaats van handeling, maar nadat Jim Stolze het evenement zes keer achter elkaar als gastheer begeleidde, van 2011 tot en met 2016, zorgde zijn vertrek uit het team voor een zoektocht naar een nieuwe presentator. Holley M. Murchison nam de rol van Stolze over.
Sprekers deze editie waren onder andere:
- Arna Mačkić
- Ermi van Oers
- Koert van Mensvoort
- Sanne De Wilde
- Thijs van Vuure

## 2018 - The Big X
Een van de sprekers was Laser 3.14.

## 2019 - Planet Act
In 2019 verhuisde het evenement naar de Beurs van Berlage alwaar op 8 november de elfde editie plaatsvond met als thema Planet Act. De presentatie was in handen van Clarice Gargard.Sprekers tijdens dit evenement:
- Carola Rackete
- Govert Schilling
- Toine Heijmans
- Arjan Dwarshuis
- Femke van der Laan
- Charles Groenhuijsen
- Thijs Biersteker
- Jan van de Venis
- Robin Koops

Optredens o.a. door:
- Orchestre Partout
- Alma Quartet
- Lida Straathof en Lucie van Ree